# C11H8N2O4
C11H8N2O4（摩尔质量：232.19 g/mol）可以指：
- 2-氰基-3-(4-硝基苯基)丙烯酸甲酯，混合CAS号：62985-31-3 
  - (Z)-2-氰基-3-(4-硝基苯基)丙烯酸甲酯，CAS号：14479-59-5 
  - (E)-2-氰基-3-(4-硝基苯基)丙烯酸甲酯，CAS号：42348-04-9
- 1,2-二硝基-3-甲基萘，CAS号：88076-25-9

|  | 这个同类索引页列出了具有相同分子式的化学物（即同分異構體）条目。 除非您是有意链接至本页，否则应将相应条目的内部链接指向正确的条目。 |